# 保持通話
《保持通話》是英皇電影於2008年上映的一部香港動作驚悚電影，由陳木勝執導，李忠志任動作設計，並由古天樂、徐熙媛、張家輝及劉燁领衔主演。電影劇情改編自美國2004年由新線影業發行的動作電影《玩命手機》。

## 劇情
玩具設計師王海晴一天早上送完女兒方如婷上學後，去上班的路上遭人蓄意撞車至昏迷，醒後發現一群黑衣匪徒闖入且翻遍她家“找東西”，匪徒首領霍德能當場殺害她的菲傭。海晴隨後被囚禁至一間舊貨櫃裏，唯一能求救的電話也被當場打爛成碎片，但海晴靠自己精通的電路知識將其勉強拼接起來，成功撥通一個隨機電話。財務公司職員阿邦碰巧接到她的求救電話，當時他正要趕往機場歡送他關係不好的兒子出國升學。對海晴的求救讓阿邦感到半信半疑，但還是好心將電話交給沿路遇到的一名交警余振輝。但海晴聽見匪徒返回貨櫃後被迫放下電話，振輝發現另一頭沒聲音後便認為這是玩笑而離開。阿邦從電話裏聽到霍德能質問海晴的弟弟下落，聽見一聲槍響才發現事態嚴重。霍德能威脅說他將去綁架海晴放學的女兒，海晴趁匪徒走後拜託阿邦要先趕到學校救她。
聽到槍響而深感事態嚴重的阿邦決定幫她，火速趕到學校後卻受教導主任阻擾，導致方如婷跟他擦肩而過，最後目睹她被霍德能抓走。阿邦原本第一時間開車追趕，但最後不但追丟，還因為刹車失靈而遭遇車禍，只能偷另外一輛車繼續追趕。但阿邦又發現手機即將耗盡電量，情急之下跑到附近購物中心裏的手機專賣店買充電器。由於店員服務散漫且心不在焉，阿邦被迫取出他早上見過的欠債男子不小心留給他的一把槍，當眾開槍才讓店員拿出充電器，給完他超額的鈔票後立刻離開。跑出去中途雖然一度將手機掉在另一輛敞篷車上，所幸另一頭的海晴說服該司機停車，才讓阿邦搶他的車繼續追趕。
振輝下班後從新聞得知阿邦牽扯學生綁架以及專賣店打劫的事情，由此疑惑他早上的報案後到海晴的住處查看，由霍德能指派留守在住處的部下蜜雪兒冒充海晴，謊稱“沒事”才讓振輝返回。阿邦偶然得知海晴的弟弟王偉健受傷住院，只好回頭先去醫院救他，但到後發現霍德能一夥即將捷足先登。阿邦便向匪徒前進的方向拋出手槍，進而使他們被正在下樓的警察攔下來，但卻目睹霍德能與其部下集體拿出國際刑警證件。對此震驚的阿邦開始四處尋找偉健，但不慎找錯人而使偉健反被霍德能一夥帶走。阿邦跟蹤他們來到一大堆人玩遙控飛機的山頭，目視霍德能挾持偉健拿出藏於山下的一個背包。阿邦當機立斷搶跑背包逃離，搶一輛車死裏逃生，安全後查看背包裏的一部攝影機，錄影內容是偉健玩遙控飛機時，偶然拍到霍德能一夥在山腳下槍殺毒販、侵吞贓物的罪證。
海晴打電話的事情被看守發現，迫使她自保殺死看守後逃出貨櫃，雖救到女兒卻還是被趕回來的霍德能抓回去。振輝靠海晴家的電話錄音發現和他剛見過的女子口音不符，回到海晴住宅搜查時與蜜雪兒正面衝突，最後將她槍殺後發現她身為國際刑警。振輝認為該案疑似跟他當天早上偵辦的一起多名毒販身亡的焚屍案有關，於是拿走蜜雪兒的手機持續追蹤。沒找到攝影機的霍德能對海晴進行逼供，而阿邦自行聯繫給他說約在機場裏交易，所有人便動身前往機場。霍德能的左右手唐發簡訊給蜜雪兒，讓電話另一頭的振輝同樣趕往機場，但振輝同時叫來他的上司張督察和其警隊。阿邦本決定先見兒子一面，但霍德能卻出現在出境門口而使他無法走出去，最後只能忍痛看著兒子哭著出境。阿邦決心救出海晴一家，以公開錄像的方式逼迫霍德能將海晴一家三口放跑到一輛警車上。
阿邦不慎被唐發現行蹤而引發追逐，振輝與張督察及時趕到現場抓獲霍德能。但阿邦剛為张督察交出他藏在機場廁所內的攝影機，卻發現張督察與霍德能實為同夥。霍德能刪掉攝影機錄像後剛要滅口，收到手機消息的振輝及時折返回來展開交火，讓阿邦趁機逃跑至機場貨倉裏。振輝打敗唐後，張督察開一輛起重車追趕他，振輝及時躲入櫃中，看準時機槍殺張督察。阿邦和霍德能在工地腳手架上展開死鬥，但阿邦揭露他早已拿自己手機複製過錄影證據，便可以隨時發送出去。憤怒的霍德能將阿邦踢下腳手架，但阿邦所幸被拉下去的繩網纏住腿而保住一命，霍德能則被繩網扳倒而當場失足墜亡。
振輝聯絡警隊救出海晴一家，逮捕霍德能的剩餘部下。振輝同時幫阿邦澄清一天下來所有罪名，以感謝他製造機會來讓自己出口氣後，迅速回家與妻子團圓。獲救的海晴回撥弟弟的手機，找到當時仍拿著手機的阿邦，立刻上前和他相擁以感謝他拯救自己一家。這時，小傑在候機廳裏看見父親成為英雄的新聞直播後，欣喜地跑出來與父親見面，經歷千辛萬苦的阿邦最終與兒子擁抱團聚。

## 演員

### 主要演員
| 演員   | 角色   | 暱稱     | 简介 | 《駁命來電》 對照角色         |
| ------ | ------ | -------- | --- | ----------------------------- |
| 古天樂 | 阿邦   | Bob      | 財務公司職員，雖然善良，但生活邋遢、言而無信導致妻離子散，前去機場送關係惡劣的兒子出國期間收到海晴的求救電話，在人命關天下被迫四處奔走協助她。 | 瑞恩·赫威特 Ryan Hewitt       |
| 徐熙媛 | 王海晴 | Grace    | 玩具設計師，自己弟弟身為案件目擊者而受追殺，使她受牽連遭霍德能綁架，在靈機一動下利用電話線隨機撥出求救電話，聯絡上素昧平生的阿邦而向他求救。   | 潔西卡·馬丁 Jessica Martin    |
| 張家輝 | 余振輝 | 阿輝     | 交通部高級警員，原是重案組督察，功績累累的他卻受下屬坑害而被降職，卻在深入調查這場綁架案後找到掙回面子的機會。                                 | 鮑勃·穆尼警官 Sgt. Bob Mooney |
| 劉燁   | 霍德能 | 首領     | 國際刑警高級督察，利用職務之便與自己的部下槍殺毒販與平民且侵吞贓物謀利，得知殺人的罪狀被拍下後，開始不擇手段地尋找並銷毀證據。                 | 伊森·格里爾 Ethan Greer       |
| 張兆輝 | 張督察 | 碰運張   | 重案組總督察，振輝的舊下屬兼死對頭，貪得無厭、裝腔作勢又蠻橫無理，當初用多種不法手段搶走輝的功勞，實為跟霍德能勾結的黑警。                     | 傑克·泰納 Jack Tanner         |
| 樊少皇 | 唐     | Tong     | 國際刑警，霍德能的左右手。 | 迪森 Deason                   |
| 貝安琪 | 蜜雪兒 | Michelle | 女國際刑警，霍德能的手下，負責留守海晴家等消息。                                                                                               | 黛娜·貝白克 Dana Bayback      |

### 客串
| 演員                      | 角色       | 暱稱   | 简介                                                                     | 《駁命來電》 對照角色    |
| ------------------------- | ---------- | ------ | ------------------------------------------------------------------------ | ------------------------ |
| 陳慧珊                    | 阿邦姐姐   | Jeanie | 阿邦的姐姐，負責照顧小傑。                                               | 克蘿伊 Chloe             |
| 龚蓓苾                    | 輝妻       | 貞     | 輝的妻子。                                                               | 瑪琳·穆尼 Marilyn Mooney |
| 譚竣浩                    | 小傑       | Kit    | 阿邦的兒子，和父親關係不好                                               | 查德 Chad                |
| 陳詩慧                    | 方如婷     | 婷婷   | 海晴的女兒，就讀於小學                                                   | 瑞奇·馬丁 Ricky Martin   |
| 陳家樂                    | 王偉健     | Roy    | 海晴的弟弟，遙控玩具愛好者，拍下了霍德能等人屠殺毒販的錄像而被他們追殺。 | 克雷格·馬丁 Craig Martin |
| 洪卓立                    | 阿豪       |        | 王偉健的最好朋友，與他一起錄下霍德能殺人影片後被霍德能等人抓到作為人質。 |                          |
| 羅賓·哈里斯 Robbin Harris | 羅賓       | Robbin | 國際刑警，霍德能的手下兼司機。                                           | 迪米特里 Dimitri         |
| 丹尼爾·懷特 Daniel Whyte  | 丹尼爾     | Daniel | 國際刑警，霍德能的手下。                                                 | 瘋狗 Mad Dog             |
| 大衛·洛克 David Rock      | 洛克       | Rock   | 國際刑警，霍德能的手下。                                                 |                          |
| 駱應鈞                    | 余老師     |        | 訓導主任                                                                 | 學校保安                 |
| 王祖藍                    | 唐英年     |        | 手機服務中心職員                                                         |                          |
| 關婉珊                    | 女職員     |        | 手機服務中心職員，唐英年女友                                             |                          |
| 黃偉亮                    | 傑克       | Jack   | 重案組探員，張督察的左右手。                                             |                          |
| 李啟傑                    |            |        | 重案組探員，張督察的手下。                                               |                          |
| 黃浩然                    | 阿邦朋友   | 民哥   | 客串                                                                     |                          |
| 谷德昭                    | 敞篷車司機 |        | 開敞篷車的司機。                                                         | 開平治開篷車的律師       |

## 拍攝場地（部分）
- 前長沙灣政府宿舍、元朗明渠、前啟德機場、醉酒灣復修堆田區、政府爛船處理中心、長青隧道、宏樂街、遮打道、大昌街、科學園路、大喜街、大貴街、柯士甸道西、旺角、遮打道行人專用區、赤臘角機場[1] 安寧路

## 有關資料
- 在電影預告片播出之初，有網民指《保持通話》劇本內容抄襲新線影業電影《玩命手機》[2]，導演陳木勝隨後回應《保持通話》在拍攝前已買下電影改編權，用兩年時間鑽研劇本，最後決定使用劇本原版內容，角色和細節重新設計[3]。
- 在電影一幕汽車追逐片段中，拍攝時撞毀近30輛轎車；在其他片段的拍攝中也撞毀了8部綠色福特Ka轎車（片中古天樂的座駕），車輛方面花費近400萬港幣[4]。
- 《保持通話》全劇手提電話均由摩托羅拉（中國）有限公司贊助，摩托羅拉獨家提供了劇中所有演員的道具手機。[5]

## 各地電影分級制度
| 電影分級制度 |      |
| 國家／地區   | 級別 |
| 香港         | IIB  |
| 台灣         | 輔   |
| 新加坡       | PG   |
| 馬來西亞     | 18PL |

## 獎項
| 年份   | 頒獎典禮             | 獎項         | 入圍者 | 結果 |
| ------ | -------------------- | ------------ | ------ | ---- |
| 2008年 | 第45屆金馬獎         | 最佳剪輯     | 邱志偉 | 獲獎 |
| 2008年 | 第45屆金馬獎         | 最佳動作設計 | 李忠志 | 獲獎 |
| 2009年 | 第28屆香港電影金像獎 | 最佳動作設計 | 李忠志 | 提名 |
| 2009年 | 第28屆香港電影金像獎 | 最佳導演     | 陳木勝 | 提名 |
| 2009年 | 第28屆香港電影金像獎 | 最佳女主角   | 徐熙媛 | 提名 |
| 2009年 | 第28屆香港電影金像獎 | 最佳剪接     | 邱志偉 | 獲獎 |
| 2009年 | 第28屆香港電影金像獎 | 最佳音響效果 |        | 提名 |

## 外部連結
- Yahoo奇摩電影上《保持通話》的資料（繁體中文）
- MSN娛樂上《保持通話》的資料（繁體中文）

- 開眼電影網上《保持通話》的資料（繁體中文）
- 豆瓣电影上《保持通話》的資料 （简体中文）
- 时光网上《保持通話》的資料（简体中文）
- AllMovie上《保持通話》的资料（英文）
- 爛番茄上《保持通話》的資料（英文）
- 香港影庫上《保持通話》的資料（繁體中文）
- 互联网电影数据库（IMDb）上《保持通話》的资料（英文）